# Кишеня Богдан В'ячеславович
Богдан В'ячеславович Кишеня (10 лютого 1990, м. Чугуїв, Україна — 25 вересня 2020, там само) — український військовий льотчик, майор Збройних сил України.
Командир авіаційного загону транспортної авіаційної ескадрильї 203-ї навчальної авіаційної бригади.
Загинув 25 вересня 2020 року в авіакатастрофі Ан-26 поблизу міста Чугуїв. Був за штурвалом літака.
Залишився малолітній син.

## Нагороди та відзнаки
- медаль «За військову службу Україні» (посмертно, 6 жовтня 2020) — за самовіддане служіння Українському народові, зразкове виконання військового обов’язку[1]